# Жаугаш
Жауга́ш (каз. Жауғаш) — село у складі Меркенського району Жамбильської області Казахстану. Входить до складу Кенеського сільського округу.
У радянські часи село називалось Папаніна.
Населення — 78 осіб (2021; 114 у 2009, 141 у 1999, 118 у 1989).